# FBLN2
FBLN2‏ (Fibulin 2) هوَ بروتين يُشَفر بواسطة جين FBLN2 في الإنسان.